# Musée Toma Rosandić
Le musée Toma Rosandić (en serbe cyrillique : Музеј Томе Росандића ; en serbe latin : Muzej Tome Rosandića) est situé à Belgrade, la capitale de la Serbie. Consacré au souvenir et à l'œuvre du sculpteur serbe d'origine croate Toma Rosandić, il est installé dans une maison construite en 1929, où l'artiste a vécu et travaillé ; cette maison est inscrite sur la liste des biens culturels de la Ville de Belgrade. Le musée est administrativement rattaché au Musée de la Ville de Belgrade.

## Présentation
Le premier musée commémoratif de Belgrade a ouvert ses portes en 1963, dans la maison construite par le sculpteur Toma Rosandić(1878-1958). Même si Rosandić a travaillé à Split, Rome, Florence et Vienne, il a vécu et travaillé dans la capitale serbe dès avant la Première Guerre mondiale, où il s'est installé dans les bâtiments de la vieille Taverne « ? ». Après la guerre, de 1920 à 1924, il vécut dans la maison Božić que lui alloua la ville ; cette maison abrite aujourd'hui le Musée des arts dramatiques de Belgrade. En 1927, l'artiste se fit construire sa propre maison qui lui servait en même temps d'atelier. En 1955, Toma Rosandić retourna à Split, sa ville natale, mais, dans son testament daté de 1955, il légua tous ses biens à la ville de Belgrade : sa maison et son atelier, ainsi qu'un grand nombre d'œuvres, des objets divers, dont son matériel d'artiste, des documents personnels et sa correspondance, soit, en tout, 1 900 pièces.

## Collection
La collection porte le nom de Legs de Toma Rosandić (en serbe : Legat Tome Rosandića). On y trouve des portraits, des bustes, des reliefs, des compositions monumentales, des œuvres religieuses ou laïques et des œuvres relevant des arts appliqués, comme des calices ou des coupes. On y trouve des sculptures en bois, en cuivre, en argent et en bronze.
Parmi les créations les plus célèbres de l'artiste figurent un Ecce homo en palissandre datant de 1915, un Autoportrait (1930) ou un Guerrier mourant (1935). On y trouve aussi une Crucifixion (1925), réalisée pour le projet de mausolée de la famille Petrinović à Supetar, sur l'île de Brač, mausolée construit entre 1924 et 1927, ainsi qu'une Résurrection et une représentation de l'Archange Saint-Michel.